# لجنة مكافحة الفساد (أذربيجان)
لجنة مكافحة الفساد في جمهورية أذربيجان ((بالأذرية: Azərbaycan Respublikasının Korrupsiyaya Qarşı Mübarizə üzrə Komissiyası)) هي هيئة تأسست بموجب المادة 4.2 من قانون «مكافحة الفساد» في أذربيجان، وتعمل كوكالة متخصصة لمكافحة الفساد منذ عام 2005.
تتكون اللجنة من 15 عضواً. يعيّن رئيس الجمهورية 5 منهم، ويعين البرلمان 5 أعضاء، وتعيّن المحكمة الدستورية 5 أعضاء. أما سُلطات اللجنة فيحددها النظام الأساسي الذي أقره قانون جمهورية أذربيجان المؤرخ في 3 مايو (أيار) 2005.

## المهام الرئيسية للجنة
تتمثل الأهداف الرئيسية للجنة في ما يلي:
- السيطرة على برنامج الدولة لمكافحة الفساد؛
- التعاون مع هيئات الدولة والوكالات الأخرى في مكافحة الفساد.
- جمع البيانات عن الجرائم المتعلقة بالفساد وتحليل وتلخيص وتقديم مقترحات إلى السلطات ذات الصلة؛
- تنسيق أنشطة الهيئات الحكومية والمنظمات الأخرى.

## الحقوق الأساسية للجنة
زيادة فعالية جهود مكافحة الفساد.
- القضاء على أوجه القصور في مكافحة الفساد.
- يشارك في تنفيذ التعاون الدولي لمكافحة الفساد وزيادة الكفاءة.
- تقدم توصيات بشأن تحسين التشريعات المتعلقة بمكافحة الفساد.
- وتمارس اللجنة حقوقا أخرى وفقا للتشريع.

## سكرتارية
أنشئت أمانة دائمة في إطار اللجنة. والأمانة هي الهيئة الحكومية. موظفو الأمانة هم موظفون مدنيون. تحدد صلاحيات الأمانة من قبل اللجنة.تقوم اللجنة بإعداد تقرير سنوي عن أنشطة الأمانة. رئيس أمانة اللجنة هو كمال جعفروف.

## تنظيم نشاط اللجنة
ينتخب رئيس اللجنة بأغلبية بسيطة من أعضاء اللجنة.وأعضاء اللجنة مستقلون في أنشطتهم.

## وصلات خارجية
- http://www.antikorrupsiya.gov.az/view.php?lang=en&menu=0